# Justicia sciota
Justicia sciota är en akantusväxtart som beskrevs av Emery Clarence Leonard. Justicia sciota ingår i släktet Justicia och familjen akantusväxter. Inga underarter finns listade i Catalogue of Life.